# Droperidol
A droperidol a butirofenon csoportba (fluor-butirofenon származék) tartozó rövid hatású neuroleptikum, antipszichotikum. Neuroleptikus hatása mellett antiemeticus (műtét alatt és posztoperativan) és sokk megelőző hatása is kedvező. Az anaesztéziológiai gyakorlatban egyedül, és fentanillal kombinálva az ún. neuroleptanalgéziában is alkalmazható.

## Fordítás
- Ez a szócikk részben vagy egészben  a   Droperidol című angol Wikipédia-szócikk fordításán alapul.  Az eredeti cikk szerkesztőit annak laptörténete sorolja fel. Ez a jelzés csupán a megfogalmazás eredetét és a szerzői jogokat jelzi, nem szolgál a cikkben szereplő információk forrásmegjelöléseként.